# На двух планетах
«На двух планетах» (нем. Auf zwei Planeten) — научно-фантастический роман немецкого писателя Курда Лассвица, впервые опубликованный в 1897 году в двух томах. По словам А. Первушина, «Лассвиц разделял представление о марсианах как более развитых существах, а потому сделал напрашивающийся вывод: если прогресс на красной планете ушёл далеко вперед, её обитатели уже наверняка освоили Солнечную систему».

## Сюжет
Трое немецких учёных отправляются на воздушном шаре к Северному полюсу (в те времена существование крупного полярного архипелага мало кем оспаривалось). Почти достигнув цели, аэронавты замечают внизу странной формы здание. Далее выясняется, что шар попал в действие антигравитационного («абарического» в терминологии романа) поля, созданного между зданием на земле и кольцевой Станцией, расположенной на околоземной орбите точно над полюсом на высоте радиуса Земли. Заметив вторжение людей извне, хозяева станции отключают поле, и учёные попадают в плен.
Выясняется, что уже около полувека назад (то есть в 1850-е годы) на Землю прилетели марсиане, называющие себя нумэ. На родной планете марсиане создали идеальное государство — Соединённые Штаты Марса, некогда основанные одним из марсианских народов Южного полушария, именно эта нация взяла на себя функцию преобразования пустынь, построив колоссальную систему каналов. Общество марсиан — воплощённая утопия, людей обслуживают многочисленные автоматы, не существует проблемы голода — создана синтетическая пища и т. п. Также марсиане уже очень давно не вели войн. Внешне и биологически марсиане почти неотличимы от людей, однако обладают более развитым интеллектом и эмоциями, и гораздо бо́льшими, чем у людей, глазами. Обладают они и некоторыми эмпатическими способностями.
Миссия марсиан на Земле — оказать благотворное действие на ход человеческой истории, и поднять земных людей до своего уровня развития. Однако даже познакомившиеся с марсианами, земные люди оказывают им сопротивление, и когда марсиане открыто объявляют о своих намерениях, Англия начинает войну против марсианских колонистов. Однако земные нации разобщены, и после контратаки марсиан, начинается мировая империалистическая война за передел колоний всё тех же земных держав. В результате марсианам пришлось объявить Землю своим протекторатом и силой разоружить земные армии. Характерно, что до последнего сопротивлялась Россия, которая сдалась только после разрушения Кронштадта и Москвы. Земля платит дань энергией, очевидно, преобразовываемой из солнечного излучения, вдвое более интенсивного по сравнению с Марсом.
Новые технологии, внедряемые марсианами, быстро стали достоянием всего человечества, быстро распространился лозунг «Марсианская культура без марсиан». Тайное общество Лиги Человечества сумело воспроизвести гравитационные технологии марсиан и даже усовершенствовать их, после чего марсиане ушли с Земли, заключив мирный договор.

## Литературные особенности
Курд Лассвиц, хотя и был филологом по образованию, живо интересовался новейшими астрономическими открытиями. Его описание Марса ближе к гипотезам Джованни Скиапарелли, чем Персиваля Лоуэлла, иными словами, планета — цветущий дом древней цивилизации, а не умирающий мир, нуждающийся в «жизненном пространстве». Книга Лассвица вышла в свет почти одновременно с «Войной миров» Герберта Уэллса, и потому не получила известности в мире: так, английский перевод был опубликован только в 1971 году. Он был сокращён на 40 % по сравнению с оригиналом. Русский несокращённый перевод А. В. Пассек был впервые опубликован в 1903 году. Русский перевод С. Парнок и Б. Горнунга (сокращённый примерно наполовину) был опубликован в 1925 году, уже после выхода в свет «Аэлиты» А. Толстого и барсумских романов Э. Берроуза. Этот перевод был переиздан в 2011 году.
В Германии роман остаётся популярным по сей день, и даже послужил источником вдохновения для Вернера фон Брауна и Вальтера Гомана. В 1897—1917 годах только на немецком языке книга выдержала 23 переиздания. Существует версия, что идеи романа сильно повлияли на творчество Хьюго Гернсбека, а через него — и на весь фантастический жанр.

## Издания и переводы
- Lasswitz K. Auf zwei Planeten : Roman in zwei Büchern :  [нем.]. — Weimar : Emil Felber, 1897. — iv, 421, 545 S.
- Laßwitz K. Auf zwei Planeten : Roman in 2 Büchern :  [нем.]. — Frankfurt am Main : Zweitausendeins, 1984. — 1112 S. — (Haidnische Alterthümer).
- Laßwitz K. Auf zwei Planeten : Roman in zwei Büchern :  [нем.] / mit 35 Ill. von Walter Zeeden. — Lüneburg : Dieter von Reeken, 2009. — 607 S. — 1. Aufl., vollst. und unbearb. Neuausg. des 9. bis 11. Tsd. [1908] des erstmals 1897 erschienenen. — ISBN 978-3-9406-7926-0.
- Lasswitz K. Two planets :  [англ.] / abridged by Erich Lasswitz ; translated by Hans H. Rudnick ; afterword by Mark R. Hillegas. — Carbondale & Edwardsville; London & Amsterdam : Southern Illinois University Press; Feffer & Simons, 1971. — vi, 405 p.
- Лассвитц К. На Земле и на Марсе : (На двух планетах) : Роман в 2 ч. Курда Лассвитца / Пер. с нем. А. В. Пассек. — М. : т-во тип. А. И. Мамонтова, 1903. — 571 с.
- Ласвиц К. На двух планетах : фантаст. роман / сокращ. и обраб. с нем. Софии Парнок и Бориса Горнунга. — Л.; М. : Гос. изд-во, 1925. — 382 с. — (Новости иностранной литературы).
- Лассвиц К. На двух планетах : фантастический роман / пер. с нем. С. Парнок, Б. Горнунг. — М.; СПб. : Книжный Клуб Книговек ; Северо-Запад, 2011. — 542 с. — (Малая библиотека приключений). — ISBN 978-5-4224-0042-3.